# Скарамуш

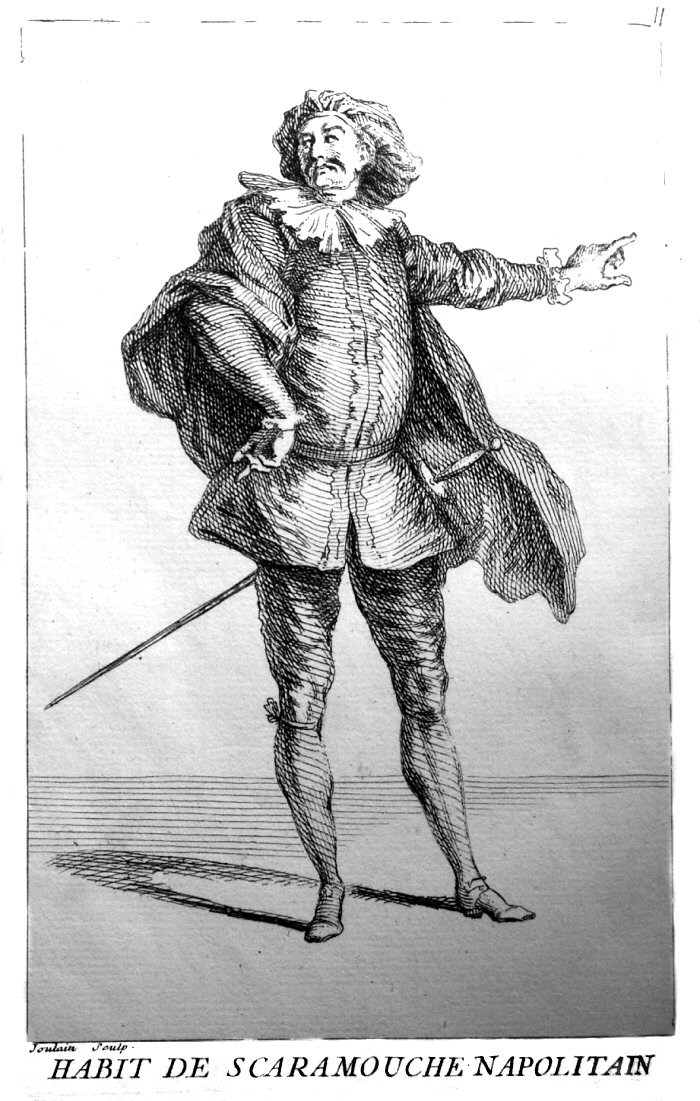

Скарам́уш або Скарам́учча (фр. Scaramouche, італ. Scaramuccia) — персонаж-маска італійської Комедії дель арте (комедія масок), південний варіант маски Капітана. Бере участь у південному (або неаполітанському) квартеті масок поруч із Тарталією, Ковʼєло та Полішине́лем. Маска Скарамуша частково повторювала північну маску Капітана, але несла в собі менше політичної сатири. Це вже був не іспанський завойовник, а простий тип хвалькуватого вояки, близький за духом до деяких персонажів Плавта. Він хвалькуватий, любить сваритись, але лишень справа доходить до бійки, він боягузливо тікає чи, якщо не встигне втекти, неодмінно буде побитий.
Із маски Скарамуша також народились персонажі Пасваріело (слуга, п'яниця та ненажера), Пасквино (хитрий і брехливий слуга) і у Франції Кріспен (шахраюватий слуга).
З 1661 року Мольєр ділив сцену в Пале-Рояль із трупою італійської комедії, де в ролі Скарамуша виступав актор Тіберіо Фйоріллі. Фйоріллі позбавив маску усіх військових ознак і навіть не носив шпагу (саме такий образ Скарамуша зберігся до наших днів), але він відрізнявся невичерпною вигадкою, гарно володів акторською технікою, його гра рясніла акторськими технічними трюками, і Мольєр багато чому в нього навчився.
Образ Скарамуша зустрічається в творах французького письменника і драматурга Лесажа («Арлекін — король людожерів, або Семимильні чоботи», «Удаваний ярмарок»).
Скарамуш також фігурує як герой двох романів Рафаеля Сабатіні, однойменної сюїти Даріуса Мійо і пісні англійського рок-гурту Queen «Bohemian rhapsody» («Богемна рапсодія»).